# Dichromodes simpla
Dichromodes simpla är en fjärilsart som beskrevs av Goldfinch 1944. Dichromodes simpla ingår i släktet Dichromodes och familjen mätare. Inga underarter finns listade i Catalogue of Life.